# Pino Zac
Pour les articles homonymes, voir Zaccaria.
Pino Zac, de son vrai nom Giuseppe Zaccaria, né le 23 avril 1930 à Trapani et mort le 25 août 1985  à Fontecchio, est un dessinateur, graveur et réalisateur de cinéma d'animation italien.

## Biographie
Pino Zac fut un ami de René Laloux. Le Canard enchaîné publia pour la première fois un de ses dessins en 1959 et il collabora ensuite régulièrement avec ce journal, en particulier lorsqu'il s'agissait de brocarder la politique du Vatican. 

## Filmographie
- 1964 : La Donna è una cosa meravigliosa
- 1966 : Gatto Filippo: Licenza d'incidere
- 1968 : Caprice à l'italienne (Capriccio all'italiana)
- 1969 : Il Cavaliere inesistente
- Pino Zac a également illustré avec son style très personnel le générique et les intertitres du film comique Le streghe (les sorcières). Il s'agit d'un film à sketches (5 au total) dirigés par les plus grands noms du cinéma italien de l'époque (1967) : Luchino Visconti; Mauro Bolognini, Pierpaolo Pasolini, Franco Rossi, Vittorio De Sica.